# Cratere Grave
Grave è un cratere lunare, intitolato a Dmitry Aleksandrovich Grave, situato sulla superficie interna dell'enorme cratere Gagarin, nel lato nascosto della Luna. Si trova a circa 10 km di distanza a est-nordest del cratere Isaev che occupa la parte nordoccidentale del fondo del cratere Gagarin.
Il cratere Grave presenta segni di erosione dovuti a impatti. Sono presenti piccoli crateri nei lati est e sudovest del bordo circolare. È presente un modesto picco centrale.